# Puya lokischmidtiae
Puya lokischmidtiae är en gräsväxtart som beskrevs av Roberto Vásquez och Pierre Leonhard Ibisch. Puya lokischmidtiae ingår i släktet Puya och familjen Bromeliaceae. Inga underarter finns listade i Catalogue of Life.